# Club Deportivo Maipú
El Club Deportivo Maipú és un club de futbol argentí de la ciutat de Maipú, a la província de Mendoza.

## Història
El club va ser fundat el 16 de desembre de 1927 com a resultat de la fusió dels clubs locals Sportivo Maipú i Pedal Club Maipú. Començà a competir oficialment a la Lliga de Mendoza i el 1933 ascendí a la Primera "A".
El 1953 assolí el seu primer títol regional sota la direcció de Raimundo Orsi, títol que repetí el 1958, també dirigit per Orsi. Els altres dos títols regionals arribaren el 1985 i el 2003.

## Estadi
El seu estadi va ser inaugurat el 8 de març de 1932 i té una capacitat per a 8000 espectadors i unes dimensions de 90 m de llargada per 52 d'amplada.

## Palmarès
- Campionat de Mendoza de futbol (Primera Divisió A) (4): 
  - 1953, 1958, 1985, 2003
- Campionat de Mendoza de futbol (Primera Divisió B) (4): 
  - 1933, 1982, 1993-1994, 1998
- Torneo Argentino B (1):
  - 2007/2008 (Ascens al Torneo Argentino "A")